# 17905 Kabtamu
17905 Kabtamu (1999 FM31) là một tiểu hành tinh vành đai chính được phát hiện ngày 19 tháng 3 năm 1999 bởi nhóm nghiên cứu tiểu hành tinh gần Trái Đất phòng thí nghiệm Lincoln ở Socorro.